# 東良三郎
東 良三郎（ひがし / あずま りょうざぶろう、文久3年1月18日（1863年3月7日） - 大正5年（1916年）1月24日）は、日本の衆議院議員（立憲改進党→憲政本党）。弁護士。

## 経歴
備中国川上郡松原村（現在の岡山県高梁市）出身。司法省法学校で法学を学んだ。1888年（明治21年）より松江、東京、大阪の各裁判所で判事を務めた。1893年（明治26年）に官を辞し、大阪で弁護士を開業した。
1894年（明治27年）、第3回衆議院議員総選挙に出馬し、当選。第6回衆議院議員総選挙でも再選を果たした。

## 親族
- 北畠治房 - 妻の父[1]。男爵、貴族院議員。